# Cantonul Saint-Denis-9
Cantonul Saint-Denis-9 este un canton din arondismentul Saint-Denis, Réunion, Franța.